# Gloeoporus
Gloeoporus là một chi nấm thuộc họ Meruliaceae. Chi này phân bố rộng khắp và có 26 loài.